# Place des femmes dans le management
 (avril 2018).
Si vous disposez d'ouvrages ou d'articles de référence ou si vous connaissez des sites web de qualité traitant du thème abordé ici, merci de compléter l'article en donnant les références utiles à sa vérifiabilité et en les liant à la section « Notes et références ».
 (avril 2018).
- Si vous ne connaissez pas le sujet, laissez ce bandeau (vous pouvez alors contacter les auteurs).
- Si vous supprimez le contenu mis en cause (vous pouvez préalablement contacter les auteurs),

argumentez précisément cette suppression dans la page de discussion
(un manque de référence n'est pas un argument ; une recherche réelle de référence doit avoir été effectuée, être formellement documentée).
Depuis des générations, la place des femmes dans la société a été vivement discutée, mais les femmes ont réussi à se faire une place dans le management et au sein de la société, les femmes sont de plus en plus nombreuses à intégrer de grandes écoles, et même à obtenir des postes à grandes responsabilités dans les entreprises[réf. nécessaire].

## Stéréotypes
Aujourd’hui encore, les femmes ont du mal à se défaire des stéréotypes qui les emprisonnent. Dans les entreprises, les femmes sont encore marginalisées. Les femmes qui veulent faire carrière dans un poste haut placé de management sont encore devancées par les hommes pour différentes raisons. Une femme qui est mère devra à un moment s’occuper de ses enfants et cela suppose qu’elles devront mettre un frein à leurs carrières. Paradoxalement, on n’attend pas des hommes qu'ils mettent leur vie professionnelle de côté car ils n’ont ni le temps ni les capacités pour venir en aide à leurs femmes.
Une femme doit affronter un système favorisant les hommes aux postes de direction. Les femmes ayant un poste de haut management sont encore perçues comme une entorse à la norme social. Les femmes misent davantage sur les relations, la coopération et l'écoute. Ces qualités profitables au management sont donc des atouts. Les femmes managers  doivent être capable d'imposer leur opinion. Aujourd'hui, on estime entre 5 et 10 % de femmes impliquées dans le management. Une vision des femmes est très souvent peu mise en avant, mais c'est que lorsqu'une femmes est aux commandes d'une équipe ou d'un poste de haut management qu'elle va le plus souvent prendre le temps de consulter ses collaborateurs, ses collègues ou les partenaires qui sont impliqués dans le projet. Elle va analyser la situation à travers plusieurs approche, pour en dégager sa propre opinion et prendre la meilleure décision.

## Plafond de verre

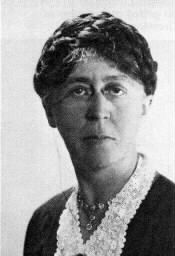
Mary Parker Follett.

Le plafond de verre est un terme qui est né dans les années 1970. Cette expression désigne l’impossibilité pour les femmes d’avancer dans leur carrière, ou de pouvoir accéder à un poste de haute responsabilité et donc de ne pas pouvoir atteindre un niveau équivalant à celui des hommes. 
Pour commencer, le plafond de verre ou « le mur invisible » autrement dit, est apparu à cause d’un accès tardif au poste de responsabilité, contenu du fait que les femmes ont commencé à travailler plus tard que les hommes, car elles n’avaient pas encore de diplôme et n’avaient pas fait les études nécessaires pour arriver à un niveau égal aux hommes.
Ensuite, les normes organisationnelles sont masculines, c’est-à-dire qu’il y a certaines normes comme le fait d’accéder à certains postes très haut placé ; le fait d’avoir une femme dans des bureaux peut être perçu comme une image négatives. à l’égard de tous les autres hommes qui travaillent, car la femme ne paraîtrait pas conforme au modèle.
Après, selon une étude menée par l'Apec en 2005, les femmes dans le management représentent seulement 35 %, et aujourd’hui les femmes possèdent encore un salaire inférieur à celui des hommes, de 21 % en moyenne. Concernant les PDG, les femmes ne représenteraient que 10 % et parmi les femmes dirigeantes dans le CAC 40, elles ne seraient qu’à peine 5 %.
L’ampleur du plafond de verre s’étend dans les entreprises, les chefs des grandes et des moyennes entreprises sont estimés à 93  % des hommes ce qui paraît relativement élevé. Aux États-Unis, les femmes représentent 45  % des cadres et managers, elles ne constituent que 5  % des cadres dirigeants. Les Philippines sont le seul pays à compter autant de femmes que d’hommes dans les fonctions d’encadrement, mais elles restent minoritaires dans les postes de direction.
Dans la politique et la haute fonction publique, les femmes représentent 12,5 % des emplois. En France, les femmes ne représentent que 7  % des préfets, 14  % des recteurs et 6  % des dirigeants de juridictions nationales.
Dans la recherche et l'enseignement supérieur, notamment dans les universités, les femmes représentent environ 38,5 % des maîtres de conférences et seulement 16 % de femmes professeur sont agrégées à l’université ce qui place la France derrière le Portugal mais devant la Norvège, la Suède, le Royaume-Uni ou les Pays-Bas.
Si un sondage du Pew Research Center réalisé en mai 2010 indique que la majorité des pays sont favorables à l'égalité des droits hommes-femmes, il existe toujours un plafond de verre au niveau de l'accès des femmes à des postes dirigeants. Certes, quelques femmes occupent au niveau mondial des postes importants, comme la PDG de PepsiCo Indra Nooyi ou la PDG de Westpac Gail Kelly, mais elles sont rares. En 2004, 19 % des postes de direction (sur une étude portant sur 11 000 entreprises privées de tailles moyennes dans 39 pays) sont occupés par des femmes, contre 20 % en 2010. Il existe des disparités selon les pays, les Philippines comptant 35 % de cadres supérieurs féminins et la Thaïlande 45 %, même si elles sont mois bien payées que les hommes à niveau de responsabilité égal. Le Japon, lui, est à 8 %, alors que seulement 1,4 % des sièges des conseils d'administration des 100 premières entreprises japonaises sont occupés par des femmes. Dans l'Union européenne, sur les 598 plus grosses entreprises, on compte 3 % de présidentes et 12 % de mandataires. Aux États-Unis, 45 % des cadres et managers sont des femmes mais seulement 5 % des cadres dirigeants. Des sociologues ont montré que, malgré la bonne volonté affichée des États et des entreprises, le modèle managérial reste masculin, fondé sur le présentéisme, l'hyperdisponibilité et la mobilité, alors que les femmes sont traditionnellement associées à la sphère familiale, sans compter le poids des réseaux et des représentations sociales et culturelles sur l'image qu'on peut avoir de la figure du dirigeant, doté d'un caractère charismatique, combatif et d'autorité. 
La sociologue Jacqueline Laufer ajoute : « Il faut enfin compter avec la crainte des femmes à accepter des postes exposés, où elles sont d'autant plus visibles et mises à l’épreuve qu'elles sont rares à ce niveau de hiérarchie ». Pour pallier ces problèmes, la conférence mondiale sur les femmes adopte en 1995 la Plaforme de Pékin, de même que l'UE, qui s'engage sur le sujet dans les années 1990-2000, certaines entreprises et certains pays, comme la Norvège, qui impose des quotas de 40 % de femmes dans les conseils d'administration. Cela correspond aussi au besoin des entreprises d'éviter de se priver de talents féminins, plusieurs études ayant prouvé que la présence de femmes dans les sphères de décision augmente les performances financières de ces sociétés.

## Leadership au féminin
Le leadership est l’influence politique, culturel, social, etc. d’un individu sur un groupe d’individus. Le leader a des compétences personnelles qui lui permettent d’être écouté et suivi par d’autres individus. 
Dans les 2000, seulement 18 % des créateurs d’entreprises sont des femmes, contre 30 % en 2015. Le plafond de verre qui les bloque dans leurs ascensions est contourné via l’entrepreneuriat, de nombreuses femmes créent leurs entreprises afin de pouvoir progresser pleinement sans barrière invisible. 
Le leadership est dit féminin car on y ajoute une « touche féminine », leur manière de communiquer est différentes que leur homologue masculin, plus diplomate, plus à l’écoute de ses compères, l’échange et la remise en question est beaucoup plus développée. Et cela séduit de plus en plus les firmes car, selon de nombreuses études, les performances d’une entreprise seraient accrues quand cette dernière est dirigée par une femme.[réf. nécessaire]

### Ouvrages
- Claire Deschênes et Louise Lafortune, Le Leadership des Femmes en Stim : Sciences, Technologies, Ingénierie et Mathématiques, Presses de l'Université de Québec, 2008, 200 p. (ISBN 978-2-7605-1991-6 et 2-7605-1991-0, lire en ligne)
- Muriel Fitoussi, Femmes au pouvoir, Femmes de pouvoir, Paris, Hugo et compagnie, 2007, 400 p. (ISBN 978-2-7556-0130-5)
- Camille Dejardin, Patronnes au XVIIIe siècle, Nouveau Monde Éditions, 2023.

### Articles de presse
- Marilyn J Davidson, « Les femmes dans le management. Une perspective mondiale », Éducation et sociétés, no 151,‎ 22 décembre 2004, p. 220 (ISSN 0338-4551, lire en ligne, consulté le 21 mars 2017)
- Isabelle Fortier, « Les femmes et le leadership », Éducation et sociétés, no 151,‎ 22 décembre 2004, p. 61-67 (ISSN 0701-0028, lire en ligne, consulté le 1er avril 2017)
- Kim Hullot-Guiot, « Qu’est ce que le plafond de verre ? », Libération,‎ 10 novembre 2016 (lire en ligne, consulté le 1er mars 2017)
- Élisabeth Torrès, « Femmes au travail : le plafond de verre se craquelle », Manager attitude,‎ 3 octobre 2017 (lire en ligne, consulté le 1er mars 2017)
- Soufyane Frimousse, « Regards croisés », Question de Management, no 13,‎ 2016, p. 108-118 (ISSN 2262-7030, lire en ligne, consulté le 1er mars 2017)
- Sébastien Tranchant, « Cinq trucs pour se faire respecter en tant que femme-manager », Journal du net,‎ 17 novembre 2004 (lire en ligne, consulté le 1er mars 2017)

- Fréderique Fougerat, « Management : être une femme n’est pas une option ! », Les Échos,‎ 23 mars 2017 (lire en ligne, consulté le 1er mars 2017)
- Quentin Périnel, « Management : les femmes restent prisonnières des stéréotypes », Le Figaro Économie,‎ 8 avril 2017 (lire en ligne, consulté le 1er mars 2017)
- Caroline Beyer, « Les femmes sont-elles de meilleurs managers ? », Le Figaro Économie,‎ 23 octobre 2001 (lire en ligne, consulté le 1er mars 2017)
- Richard Feloni, « Les 7 pires stéréotypes auxquels les femmes doivent faire face en entreprise », Le journal du net,‎ 17 avril 2014 (lire en ligne, consulté le 30 mars 2017)
- Jonagthan Chelet, « Direction des grandes entreprises : ou sont les femmes ? », Capital,‎ 2 octobre 2016 (lire en ligne, consulté le 30 mars 2017)